# Kurt Wires
Kurt Oskar Wires, född 28 april 1919 i Helsingfors, död 22 februari 1992 i Esbo, var en finländsk kanotist.
Wires blev olympisk guldmedaljör i K-2 1000 meter vid sommarspelen 1952 i Helsingfors.

### Digitala källor
- Oivo, Mikael (25 maj 2020). ”Ifall jag någon gång hade vunnit på lotto, så hade jag inte blivit lika glad som jag blev då jag nådde målsättningen jag haft i hela mitt liv”. Yle. https://svenska.yle.fi/artikel/2020/05/25/sovjetiskt-maskingevarsskott-genom-huvudet-stoppade-inte-finlands-storsta-hjalte. Läst 28 april 2021.